# Leb i sol
Leb i sol (Mazedonisch Леб и сол, original Brot und Salz) ist eine mazedonische Rock/Jazzband, die 1976 gegründet wurde. Sie galt als eine der beliebtesten Rockbands im ehemaligen Jugoslawien.

## Geschichte
Mitte der 1970er Jahre führte die relativ kleine Musikszene in Skopje zu einer häufigen Zusammenarbeit zwischen den zukünftigen Mitgliedern der Band Leb i sol. Vlatko Stefanovski und Bodan Arsovski spielen zusammen in der fünften Klasse der Grundschule im Rahmen von VIS Jegulje (VIK Aale in Deutsch). Die erste nennenswerte Arbeit der beiden liegt in der Jazz/Rock-Gruppe Breg, angeführt vom Keyboarder Miki Petkovski. Am Schlagzeug war Garabet Tavitjan Garo, der bald zum Militärdienst abreiste, und Petkovski kam zu Smak und Breg stellte den Betrieb ein.
Am 1. Januar 1976 gründeten Stefanovski und Arsovski mit Nikola Dimuševski und Dimitrie Čučurovski die Band Leb i sol. Der Name der Band stammt von einem traditionellen Gruß, der wörtlich „Brot und Salz“ bedeutete und oft als Ausdruck von Trotz und Entschlossenheit verwendet wurde, wie „Ich werde nur Brot und Salz essen, aber nicht aufgeben“, aber so etwas hat nichts mit dem Bandnamen zu tun. Im Studio von Skopje Radio spielte die Band mit Etude No.3, Neun und Lied für uns ihre ersten Aufnahmen ein.

## Stil
Die Musik der Band enthält Elemente aus Rock, Jazz und mazedonischer Ethnomusik. Als die Band musikalisch reifte, wurde der Einfluss des Jazz immer schwächer. Bei Konzerten spielt die Band jedoch lang anhaltende klassische Jazzversionen von traditionellem Ethno-Folk, wie die Songs Jovano Jovanke und Aber Dojde Donke, die das Publikum mit großer Begeisterung aufnahm.

## Diskografie
- 1978: Leb i sol
- 1978: Leb i sol 2
- 1979: Ručni Rad
- 1981: (∞)
- 1982: Sledovanje
- 1982: Akustična Trauma
- 1983: Kalabalak
- 1984: Tangenta
- 1986: Zvučni Zid - Muzika Za Teatar, Film I TV
- 1987: Kao kakao
- 1989: Putujemo
- 1991: Live in New York
- 2006: 30th Anniversary Tour - Live in Macedonia
- 2008: I Taka Nataka